# エスタディオ・プロフェソール・アルベルト・スピーシ
エスタディオ・プロフェソール・アルベルト・スピーシ（スペイン語: Estadio Profesor Alberto Suppici）は、ウルグアイ・コロニア県コロニア・デル・サクラメントに所在する多目的競技場。主にサッカーの試合に用いられている。

## 概要
1977年竣工。収容人数は6500人である。名前は地元出身で、クルブ・プラサ・デ・デポルテス・コロニアの設立者であり1930 FIFAワールドカップ優勝監督のアルベルト・スピーシと彼の愛称から取られた。
クルブ・プラサ・デ・デポルテス・コロニアが本拠地としている。主要大会では2003 南米ユース選手権の際に用いられた。